# Schizothecium miniglutinans
Schizothecium miniglutinans är en svampart som först beskrevs av J.H. Mirza & Cain, och fick sitt nu gällande namn av N. Lundq. 1972. Schizothecium miniglutinans ingår i släktet Schizothecium och familjen Lasiosphaeriaceae.  Arten är reproducerande i Sverige. Inga underarter finns listade i Catalogue of Life.